# Ifrane
Ifrane (marokkanisches Tamazight ⵉⴼⵔⴰⵏ Ifran, deutsch ‚Höhlen‘, arabisch إفران, DMG Ifrān) ist eine Stadt mit etwa 14.000 Einwohnern im Norden Marokkos in der Region Fès-Meknès. Die Hauptstadt der Provinz Ifrane in den Bergen des Mittleren Atlas ist eine beliebte Sommerfrische und ein ebenso beliebter Wintersportort für die marokkanische Mittel- und Oberschicht.

## Lage und Klima
Ifrane liegt auf einer Höhe von etwa 1650 m etwa 65 km (Fahrtstrecke) südlich von Fès bzw. 19 km nordöstlich von Azrou. In der Nähe liegen der Nationalpark Ifrane mit den beiden erloschenen Vulkankratern des Jbel Mischliffen und des Jbel Hebri. Das Klima ist gemäßigt bis kühl; Regen bzw. Schnee (ca. 700–1100 mm/Jahr) fallen hauptsächlich im Winterhalbjahr.
Im Jahr 1935 wurde in Ifrane mit −23,9 °C der absolute Kälterekord Marokkos und ganz Afrikas gemessen.

## Bevölkerung
| Jahr      | 1994   | 2004   | 2014   | 2024   |
| Einwohner | 11.209 | 13.074 | 14.659 | 13.964 |

Die meisten Einwohner sind nach der Unabhängigkeit Marokkos (1956) aus den umliegenden Bergdörfern zugewandert. Man spricht sowohl Berberdialekte, die zur Sprachgruppe des Tamazight gehören, als auch Marokkanisches Arabisch sowie Französisch.

## Wirtschaft
Der Platz war ehemals nicht mehr als eine Sommerweide für die Schaf- und Ziegenherden der halbnomadisch (Transhumanz) lebenden Berberbevölkerung des Umlandes. Erst ganz allmählich entwickelte sich eine dauerhafte Siedlung, die wohl auch als Station für die über Midelt kommenden Handelskarawanen aus dem Süden Marokkos (z. B. Sijilmassa) fungierte. Die heutige Provinzhauptstadt bietet viele Arbeitsplätze in der öffentlichen Verwaltung. Daneben gibt es eine Universität und auch der innermarokkanische Tourismus spielt eine nicht unwesentliche Rolle.

## Geschichte
Während der Protektoratszeit bauten die Franzosen den zentralgelegenen und nicht zu heißen Ort zur Sommerhauptstadt und zu einer Militärgarnison aus.
1969 wurde im Friedensvertrag von Ifrane Grenzstreitigkeiten mit Algerien beigelegt.

## Sehenswürdigkeiten

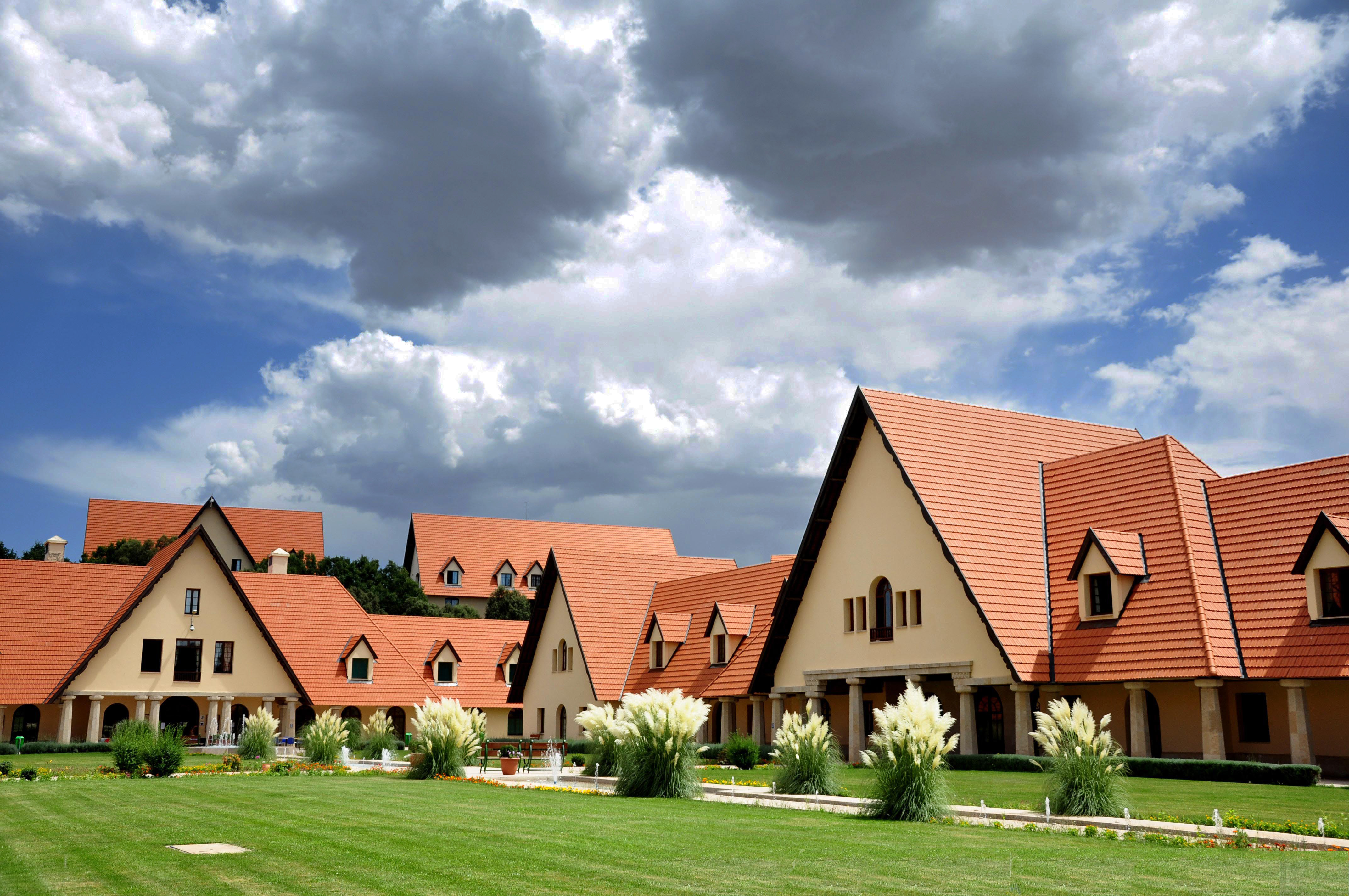
Ifrane – Al Akhawayn-Universität

- Durch die umgebende und größtenteils bewaldete Berglandschaft und die während der französischen Protektoratszeit in Mode gekommenen Satteldächer der Häuser gewinnt die Stadt ein beinahe europäisches Aussehen, welches durch gepflegte Boulevards und schöne Parkanlagen noch unterstrichen wird. Wohlhabende Marokkaner aus dem Nordwesten des Landes – darunter auch der König – haben hier einen Zweitwohnsitz.
- Die 1995 eröffnete Al Akhawayn-Universität[4] ist eine öffentliche Eliteuniversität, die gemeinsam vom marokkanischen und vom saudi-arabischen König gestiftet wurde und sich über die Einnahme von Studiengebühren finanziert. Das Curriculum folgt amerikanischem Vorbild und findet in englischer Sprache statt. Das großzügig gestaltete Universitätsgelände orientiert sich architektonisch an den traditionsreichen Campusuniversitäten Englands und des Nordostens der USA.
- Zum Universitätsgelände gehört die Moschee Al Akhawayn, die in mancher Hinsicht eine verkleinerte Replik der Moschee Hassan II in Casablanca ist.

## Söhne und Töchter
- Mustapha Hadji (* 1971), Fußballspieler
- Youssef Hadji (* 1980), französisch-marokkanischer Fußballspieler
- Sofia Pernas (* 1989), US-amerikanische Schauspielerin, Synchronsprecherin und Model marokkanisch-spanischer Herkunft
- Yassine Aouich (* 1990), Skirennläufer
- Mostafa Smaili (* 1997), Mittelstreckenläufer